# Gyöngyöshermán
Gyöngyöshermán Szombathely városrésze, 1950-ig önálló község Vas vármegyében.

## Fekvése
Szombathely központjától 5 km-re délkeletre, a Gyöngyös-patak mentén fekszik.
Régebben áthaladt a központján a 87-es főút, egy ideje már észak felől elkerüli azt.
Áthalad a területén a Szombathely–Nagykanizsa-vasútvonal, melynek egy megállója van itt, Gyöngyöshermán megállóhely, a 87-es főút régi nyomvonalának vasúti keresztezése mellett.

## Története
A mai Hermán környékén a középkori források több korai magyar települést említenek. Kondakor, Lukafalva, Kondakorsoka, Kondakorfalva, Vajdafalva mind a Bulcsú nemzetségéhez tartozó magyarok települései lehettek, de lehet hogy a nevek közül néhány ugyanannak a településnek, vagy egy részének a megjelölésére szolgált. A Kondakor név egyértelműen török eredetű személynév, jelentése bölcső.
Hermán település keletkezése a Gizella királynéval 996-ban Magyarországra érkezett Hermán nemzetséghez köthető. A Hermánok kóbor lovagok voltak, akik nem szülőföldjükön, hanem távoli vidékeken akarták megalapozni gazdagságukat. Szent István király olyan területekre telepítette le ezeket, ahol nagy számú pogány lakosságot kellett keresztény hitre téríteni. A nemzetség első központja valószínűleg éppen a Vas vármegyei Hermán település volt, amely már a 10. században keletkezett.
A település első írásos említése "Herman" alakban 1237-ből származik. 1470-ben "Herman al Lukafalva", 1510-ben "Herman al Condakorsoka" alakban említik. 1549-ben megjelenik egy Hermánszeg nevű település is, melyet ekkor "Hermanzeg", 1581-ben "Herman aliter Ratotzegh", 1606-ban "Hermanzegh" alakban említenek. Ez a falu is a Gyöngyös partján, Hermán mellett feküdt és az idők folyamán beleolvadt. A 18. században már nem említik.
Hermán 15. századi birtokosai a Hermányiakon kívül az Óvári, Váti, Gordovai és Linkóháti családok voltak. A 16. században a Hermányi családban megindult a birtokok elzálogosítása, így a Hermánban birtokosok száma is megnövekedett. Az új birtokosok többek között a Bagodi, Zarka, Sall, Hosszútóti, Théry, Polyáni családok voltak. Ekkoriban épült meg a kastély elődje egy kisebb vízivár formájában. Az 1744-es adóösszeírás szerint 18 házban 133 lakos élt. Az 1767-es urbárium szerint Hermánban négy és fél jobbágytelek, összesen öt jobbágyporta és 8 zsellér volt. 1785-ben 32 lakóház és 219 lakos élt a településen. A Szegedy család a 19. század elején szerezte meg az itteni birtokot és átépíttette a meglevő kastélyt. 1863-ban 373 volt a lakosok száma. 1880-ban 45 házában 408 lakos élt. 

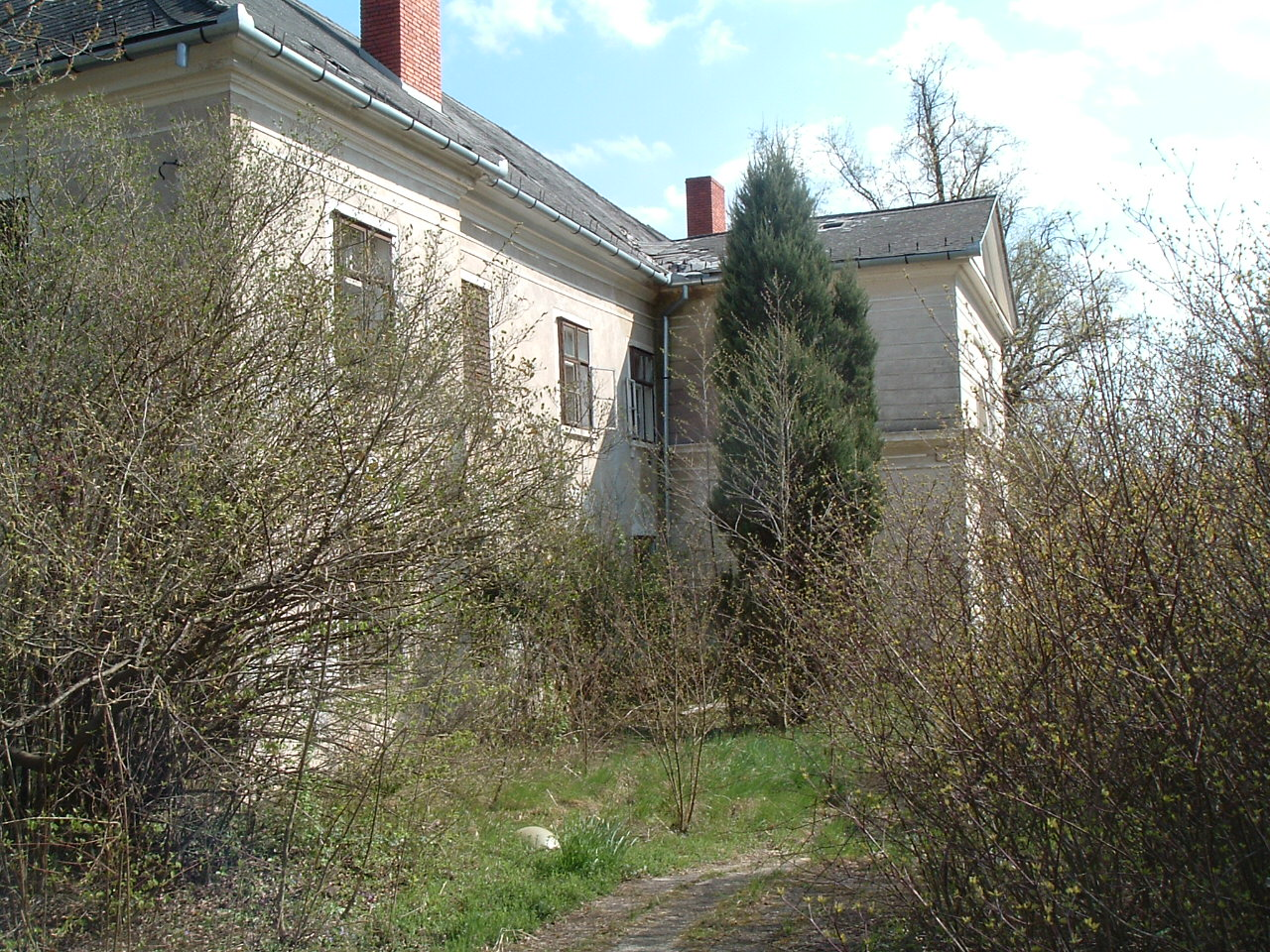
A Szegedy-kastély 2008-ban

## Nevezetességei
A Szegedy-kastély elődje a 16. században épített lakótorony volt, melyet a Gyöngyös-patak vízével elárasztott vizesárok vett körül. A 17-18. században a toronyhoz emeletes, árkádos palotaszárny épült. Ezt a 19. század elején klasszicista stílusban építették át. A 20. század elején a kastélyhoz új palotaszárnyat építettek. 1945-ben az épületet oroszok szállták meg, értékes berendezését, műtárgyait elvitték, ami megmaradt azt a lakosság hordta szét. A következő évtizedekben az épület állaga jelentősen romlott. 1979-ben a Rost és Lentermesztő kutatóállomás céljára részben felújították. Ma a kastély árván, siralmas állapotban áll.

## Ismert személyek
- Itt született 1935. október 25-én Spilák Ferenc közgazdász, belkereskedelmi illetve kereskedelmi miniszterhelyettes.